# Non è stata una vacanza... è stata una guerra!
Non è stata una vacanza... è stata una guerra! (The Great Outdoors) è un film del 1988 diretto da Howard Deutch e interpretato, tra gli altri, da John Candy e Dan Aykroyd.

## Trama
La tranquilla vacanza, immersi nella natura, di una famiglia viene movimentata dal cognato pasticcione.